# Kanton Le Pecq
Der Kanton Le Pecq war von 1976 bis 2015 ein französischer Wahlkreis im Arrondissement Saint-Germain-en-Laye, im Département Yvelines und in der Region Île-de-France; sein Hauptort war Le Pecq.

## Gemeinden
Der Kanton umfasste drei Gemeinden:
| Gemeinde     | Einwohner Jahr | Fläche km² | Bevölkerungsdichte | Code INSEE | Postleitzahl |
| ------------ | -------------- | ---------- | ------------------ | ---------- | ------------ |
| Fourqueux    | 4.035 (2013)   | 3,67       | 1099 Einw./km²     | 78251      | 78112        |
| Mareil-Marly | 3.542 (2013)   | 1,77       | 2001 Einw./km²     | 78367      | 78750        |
| Le Pecq      | 16.237 (2013)  | 2,84       | 5717 Einw./km²     | 78481      | 78230        |